# STRAIGHT (可苦可樂專輯)
《STRAIGHT》，是日本樂團可苦可樂的第3張錄音室專輯。2003年11月6日發行。

## 簡介
前作《grapefruits》約1年零2個月之後發行。
收錄了《不下雪的街道》、《寶島》和《blue blue》三首單曲。另外收錄了《寶島》的B面曲《我愛的人啊》的現場音源。

## 收錄曲目
全編曲：可苦可樂、特記除外　全作詞及作曲：小淵健太郎、特記除外
1. blue blue
2. 信
3. 真實的口（真実の口）
4. 不下雪的街道（雪の降らない街）
5. 還沒喔（まーだだよ）
6. INVISIBLE MAN
7. 我愛的人啊（Studio Live）（愛する人よ）
8. 背號一號（背番号1）　作詞、作曲：黑田俊介
9. 昨天的華爾滋（昨日の日のワルツ）
10. 寶島
11. Holy Snowy Night
可苦可樂的第2首聖誕歌。
12. STRAIGHT　作詞、作曲：可苦可樂

## 外部連結
- STRAIGHT（页面存档备份，存于）